# シルバーブリーズ
シルバーブリーズ（Silver Breeze）は、川崎近海汽船が運航しているフェリー。

## 概要
「べにりあ」の代替船として、2021年6月16日に就航。べにりあと同様に津軽海峡フェリーから用船して運航。船名は航路愛称として共通する「シルバー」に「心地の良いそよ風」をイメージした「ブリーズ」を組み合わせた形とした。胴体の側面には緑色と黄緑色のラインが引かれたが、べにりあと異なり上に二分割された緑と下に黄緑色とした。

## 設計
船型は用船元の津軽海峡フェリー「ブルーマーメイド」型の準同型船となっている。車両積載数は「べにりあ」と比較しトラックは3台増の70台・乗用車は16台増の30台分に拡張された。

## 船内
船内は緑と木のテイストを基調とした形とし、プライバシー重視の乗客の増加を反映し個室化に重点を置き、シルバーフェリーでは初めてドッグラン付きのペット同伴可能な1等室を設けたほか、べにりあに無かった特等室や、全個室のドライバーズルームを設けた。また2等寝台A個室やペット同伴室の数はシルバーフェリーで最多となっている。
5甲板
- 特等室（3室）
- 1等室（10室）
  - 4名室通常2室・ペット対応2室
  - 2名室通常2室・バリアフリー対応1室・ペット対応3室
- ペットルーム
- ペットラン
- 展望浴室

4甲板
- 2等室（10室）
  - 通常室8室、レディース・バリアフリー対応各1室
- 2等寝台A（56室）
- エントランスホール（2層吹抜）
- 案内所
- 自販機コーナー
- ゲームコーナー
- ベビールーム
- プロムナード
- ドライバーズルーム（78室）
- ドライバーズサロン
- ドライバー浴室

2-3甲板 - 車両甲板
1甲板 - 車両甲板（乗用車スペース）

### 船室
| クラス       | 部屋数          | 定員  | 設備 |
| ------------ | --------------- | ----- | --- |
| 特等室       | 2名×3室         | 6名   | トイレ、洗面台、浴衣、歯ブラシ、シャンプー、浴室、寝具、バスタオル、 石鹸・タオル、スリッパ、ツインベッド、テーブル・椅子、テレビ、コンセント                                                 |
| 1等室        | 2名×6室 4名×4室 | 28名  | 洗面台、浴衣、歯ブラシ、寝具、石鹸・タオル、スリッパ、テレビ、ソファ、 テーブル・椅子（通常室）、コンセント、2段ベッド（4名定員室）、 ツインベッド（2名定員室）、ペットケージ（ペット同伴室） |
| 2等寝台A     | 1名×56室        | 72名  | シングルベッド、読書灯、机・椅子、寝具、コンセント |
| 2等室        | 10室            | 232名 | マットレス、ロッカー、共用コンセント |
| ドライバー室 | 1名×78室        | 78名  | シングルベッド、読書灯、机・椅子、寝具、コンセント |

## 事故
2024年7月2日午前1時20分ごろ、前日午後5時半に八戸港を出港し苫小牧港に向かっていたシルバーブリーズが、苫小牧港入口の消波ブロックに乗り上げ座礁する事故が起きた。この事故による怪我人はいなかったものの、本船は一時自力航行が不能となり、同日午前11時40分ごろに満潮を待ってタグボート4隻に曳航され離岸し、午後0時45分ごろに苫小牧港に入港した（予定より11時間以上遅れ）。本船は船首部分が損傷したため、7月28日まで欠航して修理を行い、7月29日八戸発の便から運航に復帰した。